# لوتر بلوتو
لوتر بلوتو (به فرانسوی: Lothaire Bluteau) (زاده ۱۴ آوریل ۱۹۵۷) بازیگر کانادایی است. از کارهایی که او در آن بازی کرده است، می‌توان تودورها، مجموعه وایکینگ‌ها و فیلم خم شده، حیوانات و یولیا به خانه برمی‌گردد را نام برد.